# 翼柄瑞香
翼柄瑞香（学名：Daphne laciniata）为瑞香科瑞香属下的一个种。其种加词“laciniata”来源于拉丁文“lacinia”，意为“棱角”、“裂叶的”。